# Spetsig soppblomfluga
Spetsig soppblomfluga (Cheilosia longula) är en tvåvingeart som först beskrevs av Zetterstedt 1838.  Spetsig soppblomfluga ingår i släktet örtblomflugor, och familjen blomflugor.
Artens utbredningsområde är Sverige. Arten är reproducerande i Sverige. Inga underarter finns listade i Catalogue of Life.